# Центральний банк комунального господарства та житлового будівництва
Центральний банк комунального господарства та житлового будівництва (Цекомбанк) — спеціалізований державний банк СРСР, заснований з метою кредитування будівництва, відновлення і розширення комунальних підприємств і споруд, а також будівництва та ремонту житлових приміщень.

## Історія
Банк був заснований у 1925 році у формі акціонерного товариства. Короткострокові та довгострокові позики Цекомбанк надавав місцевим державним комунальним підприємствам, житловій кооперації, приватним домовласникам. З 1927 р. у функціях банку стали переважати операції з довгострокового кредитування. Цекомбанк мав контори тільки в Сибіру і в Україні. Банківські операції здійснювалися в основному через місцеві комунальні банки.
У 1932 році у зв'язку з організацією спеціальних банків довгострокових вкладень Цекомбанк став функціонувати як Банк фінансування комунального і житлового будівництва, який здійснював безповоротне фінансування і довгострокове кредитування житлового, комунального і культурно-побутового будівництва, а також комплексного будівництва нових міст і селищ.
Указом Президії Верховної Ради СРСР від 7 квітня 1959 р. Цекомбанк був ліквідований, а його функції розподілені між Будбанком СРСР і Держбанком СРСР.